# Crancs fantasma
Ocypode és un gènere de crustacis decàpodes de la família Ocypodidae, coneguts vulgarment com a crancs fantasma. Són crancs del litoral en molts països. A l'est dels Estats Units Ocypode quadrata és freqüenta les platges entre l'alba i l'ocàs. Les característiques del gènere inclouen una pinça més gran que l'altra.
Se'ls anomena crancs fantasmes per l'habilitat en desaparèixer de la vista a l'instant, escapolint-se a velocitats superiors a 20 km/h, mentre fan ràpids canvis de direcció. Tenen dos ulls negres, amb visió de 360° que usen per a apreciar el vol d'insectes i posterior captura en l'aire. No obstant això, no poden veure directament cap endavant, per la qual cosa són fàcil presa d'ocells i motiu pel qual s'enterren freqüentment.
Els seus túnels tenen fins a 1 m sota terra, en un angle de 45°, creant amplis passadissos de 3-6 cm d'ample, que ressalten a la platja. Al capvespre, se submergeixen al mar per a obtenir oxigen de l'aigua, que renta les seves brànquies, i al juny les femelles ponen els seus ous en l'oceà. Hibernen durant l'hivern, mantenint la seva respiració durant sis setmanes, emmagatzemant oxigen en sacs a prop de les brànquies.
Ocypode cordimana es troba a les costes septentrionals australianes des de la regió de Kimberley a Austràlia Occidental, fins a Nova Gal·les del Sud, sent aquí particularment comuna. També es troba a la regió Indo-Pacífica.

## Taxonomia
- Ocypode africana De Man, 1881
- Ocypode brevicornis H. Milne Edwards, 1837
- Ocypode ceratophthalma Pallas, 1772
- Ocypode convexa Quoy & Gaimard, 1824
- Ocypode cordimana Desmarest, 1825
- Ocypode cursor Linneo, 1758
- Ocypode fabricii H. Milne Edwards, 1837
- Ocypode gaudichaudii H. Milne Edwards & Lucas, 1843
- Ocypode jousseaumei Nobili, 1905
- Ocypode kuhli de Haan, 1835
- Ocypode longicornuta Dana, 1852
- Ocypode macrocera H. Milne Edwards, 1852
- Ocypode madagascarensis Crosnier, 1965
- Ocypode mortoni George, 1982
- Ocypode nobilii De Man, 1902
- Ocypode occidentalis Stimpson, 1860
- Ocypode pallidula Jacquinot in Hombron & Jacquinot, 1852
- Ocypode pauliani Crosnier, 1965
- Ocypode platytarsis H. Milne Edwards, 1852
- Ocypode pygoides Ortmann, 1894
- Ocypode quadrata Fabricius, 1787
- Ocypode rotundata Miers, 1882
- Ocypode ryderi Kingsley, 1881
- Ocypode saratan Forsskål, 1775
- Ocypode sinensis Dai, Song & Yang, 1985
- Ocypode stimpsoni Ortmann, 1897
- Ocypode laevis Fabricius, 1798
- Ocypode minuta Fabricius, 1798